# Robert Kakeeto
Robert Kakeeto (født 19. maj 1995) er en ugandisk fodboldspiller, der spiller som defensiv midtbane for MG & BK, hvortil han er udlejet fra AaB.

## Klubkarriere
Kakeeto flyttede fra Uganda til Danmark i 2013, hvor han gik på Nordjyllands Idrætshøjskole. I september 2015 skrev han under på en kontrakt med AaB med udløb i juni 2018.
Han fik sin debut for AaB's førstehold i Superligaen den 4. marts 2016, da han startede inde og spillede de første 61 minutter, inden han blev erstattet af Rasmus Jönsson i et 0-1-nederlag hjemme til Odense Boldklub. Det var samtidig den eneste kamp for Superligaholdet i 2015-16-sæsonen, hvor han hovedsageligt spillede kamp for Danmarksserieholdet og reserveholdet. Han spillede ej heller for Superligaholdet i 2016-17-sæsonen.
I fraværet af både Rasmus Würtz og Kasper Risgård vendte Kakeeto dog tilbage til Superligaholdet i september 2017, da han blev skiftet ind i pausen i en 2-1-sejr hjemme over Silkeborg IF. Cheftræner Morten Wieghorst roste i den forbindelse Kakeeto for sin tålmodighed, hvor "[...] i en lang periode har været i overskudslageret i AaB", men hvor han bl.a. i sin første kamp i september fik ros, idet Wieghorst udtalte, at "[...] så må jeg give stor kredit til Robert, da han gik ind og spillede, som han gjorde i den kamp". I slutningen af oktober 2017 skrev Kakeeto under på en forlængelse af sin eksisterende konktrakt, således parterne nu havde papir på hinanden frem til 31. december 2020.
Den 31. august 2018 på sommertransfervinduets sidste dag blev Kakeeto udlejet til 2. divisionsklubben Jammerbugt FC. Aftalen gjaldt for andet halvår af 2018. Han fik sin debut for 2. divisionsholdet i førstkommende runde herefter den 5. september 2018, da han startede inde og spillede de første 81 minutter, inden han blev erstattet af Max Møller. Han spillede i løbet af det halve år i Jammerbugt FC 10 kampe i 2. division.
Den 13. august 2019 blev han udlejet til den finske klub HIFK Fotboll beliggende i Helsingfors og havde en varighed frem til slutningen af november 2019, hvor de finske turnering sluttede.
Efter endnu 1,5 år tilbage i AaB, blev han i sommeren 2021 udlejet fra AaB til Skive IK indtil sommeren 2022.

## Landsholdskarriere
Han fik debut for Ugandas fodboldlandshold den 2. juni 2017 i en venskabskamp mod Etiopien.